# Ulica Lecznicza w Łodzi
Ulica Lecznicza w Łodzi – łódzka ulica o długości ok. 0,3 km, licząca 17 numerów, położona w dzielnicy Górna w obszarze SIM Chojny.
Rozpoczyna się od skrzyżowania z ulicą Rzgowską, a kończy za posesją nr 17 przechodząc w ulicę Podmiejską prowadzącą do ulicy gen. Jarosława Dąbrowskiego. Od początku do posesji pod numerem 13a ma status drogi wewnętrznej; status odcinka od posesji nr 13a do posesji nr 17 jest niejasny, ponieważ nie uwzględniono go w żadnej kategorii dróg w wykazie dróg publicznych. Na całej długości ulicy obowiązuje ruch dwukierunkowy. Przedłużeniem ul. Leczniczej na południowy zachód, za skrzyżowaniem z ul. Rzgowską, jest ulica Piaseczna.
Ulica Lecznicza w całości znajduje się na terenie działalności duszpasterskiej łódzkiej rzymskokatolickiej parafii Matki Boskiej Anielskiej.

## Historia

### Historia

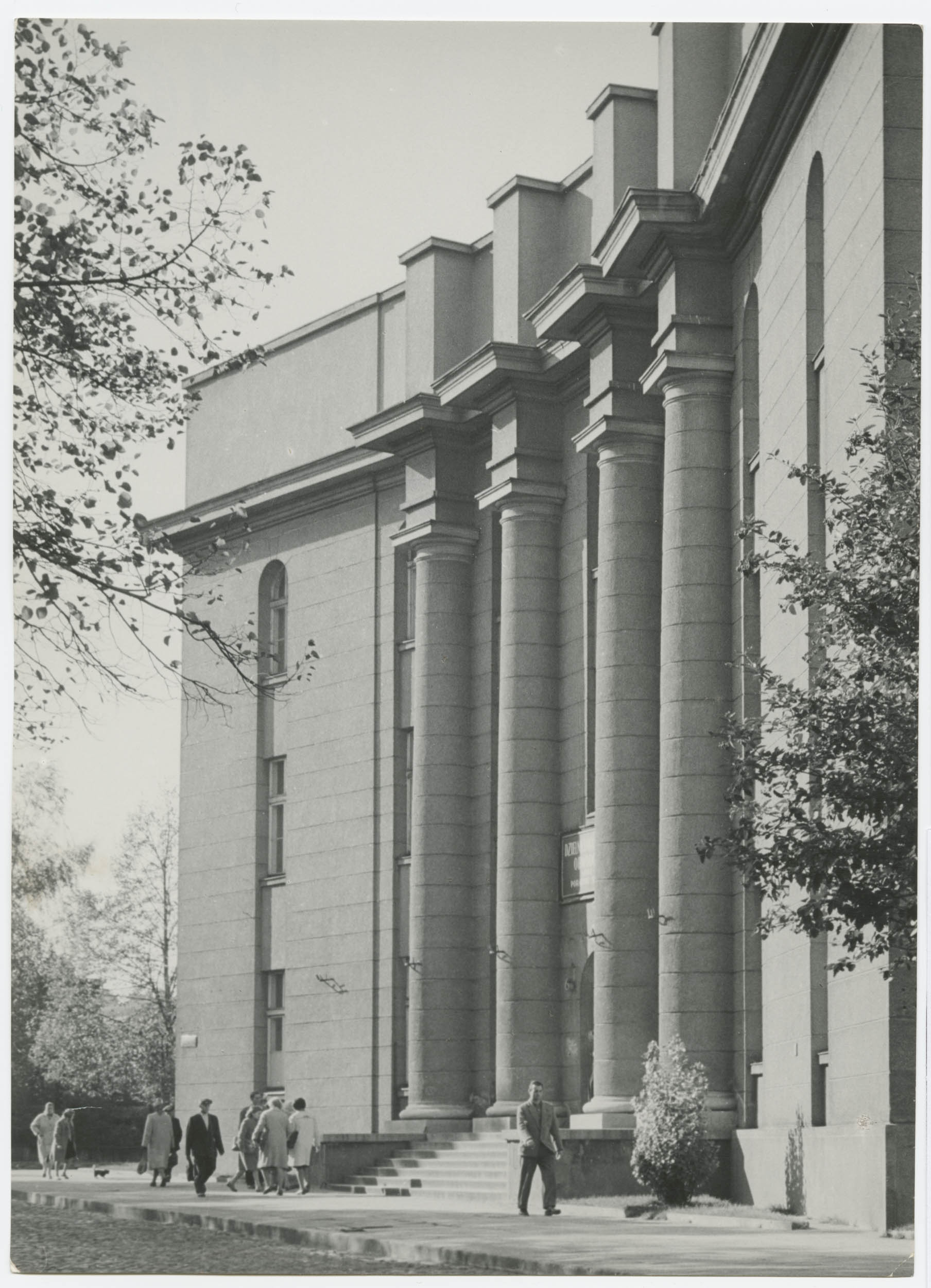
Gmach dawnej Przychodni Ubezpieczalni Społecznej – wejście główne (fot. Ignacy Płażewski, lata 50./60. XX w.)

Ulica została wytyczona po roku 1914 (nie istniała jeszcze na wówczas wydanym planie miasta ), najprawdopodobniej w połowie drugiej dekady XX wieku, na gruntach wsi Dąbrowa włączonych w granice miasta rozporządzeniem Rady Ministrów z dnia 18 października 1906 roku . Według Słownika nazewnictwa miejskiego Łodzi otrzymała nazwę ulicy Małej , czego inne źródło nie potwierdza . Na planie Łodzi w Atlasie krajoznawczym województwa łódzkiego Eugeniusza Romera i Juliusza Jurczyńskiego, wydanym w 1923 roku, była już widoczna – pod nazwą Zimna. Łączyła wtedy ulice Rzgowską i Dolną (ob. ul. Podmiejska) i nie miała między nimi przecznicy . Z kolei na Planie m. Łodzi, wydanym między 1925 a 1930 rokiem nakładem A. I. Ostrowskiego, widoczna jest wspomniana ulica Mała – jako przedłużenie nienazwanej ulicy (prawdopodobnie Zimnej ) za skrzyżowanie z ul. Podmiejską, w kierunku północno-wschodnim  (przemianowana na początku lat 30. na ulicę Adama Asnyka) .
Przed 1927 rokiem zarząd kasy chorych zakupił przy ulicy Zimnej plac z przeznaczeniem pod budowę lecznicy. Rozpoczęcie prac budowlanych było jednak długo odkładane, ponieważ magistrat planował ostateczne uregulowanie przebiegu ulicy i jej przecięcie (ulicą Kasową). Plany zmieniano trzykrotnie, co zmuszało za każdym razem zarząd kasy chorych do korygowania swojego projektu. Na przełomie lat 1926/27 zarząd polecił rozpocząć wstępne prace, jednak magistrat wstrzymał je (po raz czwarty zmieniając plan regulacji przebiegu ulicy), co spowodowało wniesienie skargi przez zarząd kasy chorych do władz wojewódzkich.
Aktualną nazwę – ulicy Leczniczej – nadano najprawdopodobniej na przełomie maja i czerwca 1931 roku, po wybudowaniu gmachu Przychodni Ubezpieczalni Społecznej (obecnie Przychodnia Miejska „Lecznicza” pod numerem 6) . W „Dzienniku Zarządu m. Łodzi” z 26 maja została wymieniona jeszcze jako Zimna, natomiast w „Dzienniku Zarządu m. Łodzi” z 9 czerwca – już jako Lecznicza. Ulica miała już wtedy przebieg zachowany do dziś, ale kończyła się rozwidleniem tuż za gmachem lecznicy kasy chorych. Jej przedłużeniem w kierunku północnym była wówczas ulica Podmiejska (dochodząca po skosie w drugą stronę do Czerwonego Rynku i ul. Rzgowskiej), zaś w kierunku północno-wschodnim – ulica Adama Asnyka (obecnie w jej miejscu stoją bloki pod numerami 15 i 17), sięgająca prawie do ul. Juliusza Słowackiego. Zyskała także przecznicę w postaci ulicy Kasowej .
W czasie obu wojen światowych i niemieckiej okupacji miasta obowiązywało natomiast niemieckie nazewnictwo ulic.
W pierwszej połowie 1931 roku w sąsiedztwie nowego gmachu lecznicy kasy chorych magistrat urządził plac gier i zabaw dla dzieci. Zajmował on teren o powierzchni około 2 ha, należący do spadkobierców Ferdynanda Keniga (właściciela cegielni i zakładu włókienniczego), którzy wyrazili zgodę na takie jego wykorzystanie i byli skłonni oddać go miastu w zamian za część glinianki miejskiej przy ul. Pabianickiej. Teren ten znalazł się wtedy wśród proponowanych do utworzenia w mieście stałych ogrodów jordanowskich i skwerów.
W zakresie bezpieczeństwa ruchu drogowego w latach 2011–13 ulica znalazła się na 299. miejscu wśród 362 łódzkich ulic, na których doszło do wypadków (hierarchia malejąca – od ulic z największą liczbą zdarzeń). W tym okresie wydarzył się na niej tylko 1 wypadek, a 1 osoba została w nim ranna.
W sierpniu 2024 rozpoczął się remont ulicy, pierwszy tak kompleksowy od co najmniej 20 lat. Remont obejmował odcinek od ul. Rzgowskiej do ul. Słowackiego, włącznie z kawałkiem ul. Podmiejskiej. Prace objęły wymianę nawierzchni, budowę nowych chodników oraz utworzenie miejsc parkingowych z płyt ażurowych, które miały pomóc w zatrzymywaniu wody deszczowej.
Zgodnie z sugestiami mieszkańców, na ul. Leczniczej miały pojawić się nowe drzewa, ławki i kosze na śmieci, a także strefa "kiss & ride" ułatwiająca szybkie podwożenie pasażerów do przychodni.
Mieszkańcy od lat apelowali o uporządkowanie ruchu i rozwiązanie problemu braku miejsc parkingowych, co doprowadziło do niszczenia pasa zieleni wzdłuż ulicy. Remont ulicy zakończył się wiosną 2025 roku.

### Kalendarium zmian nazwy ulicy

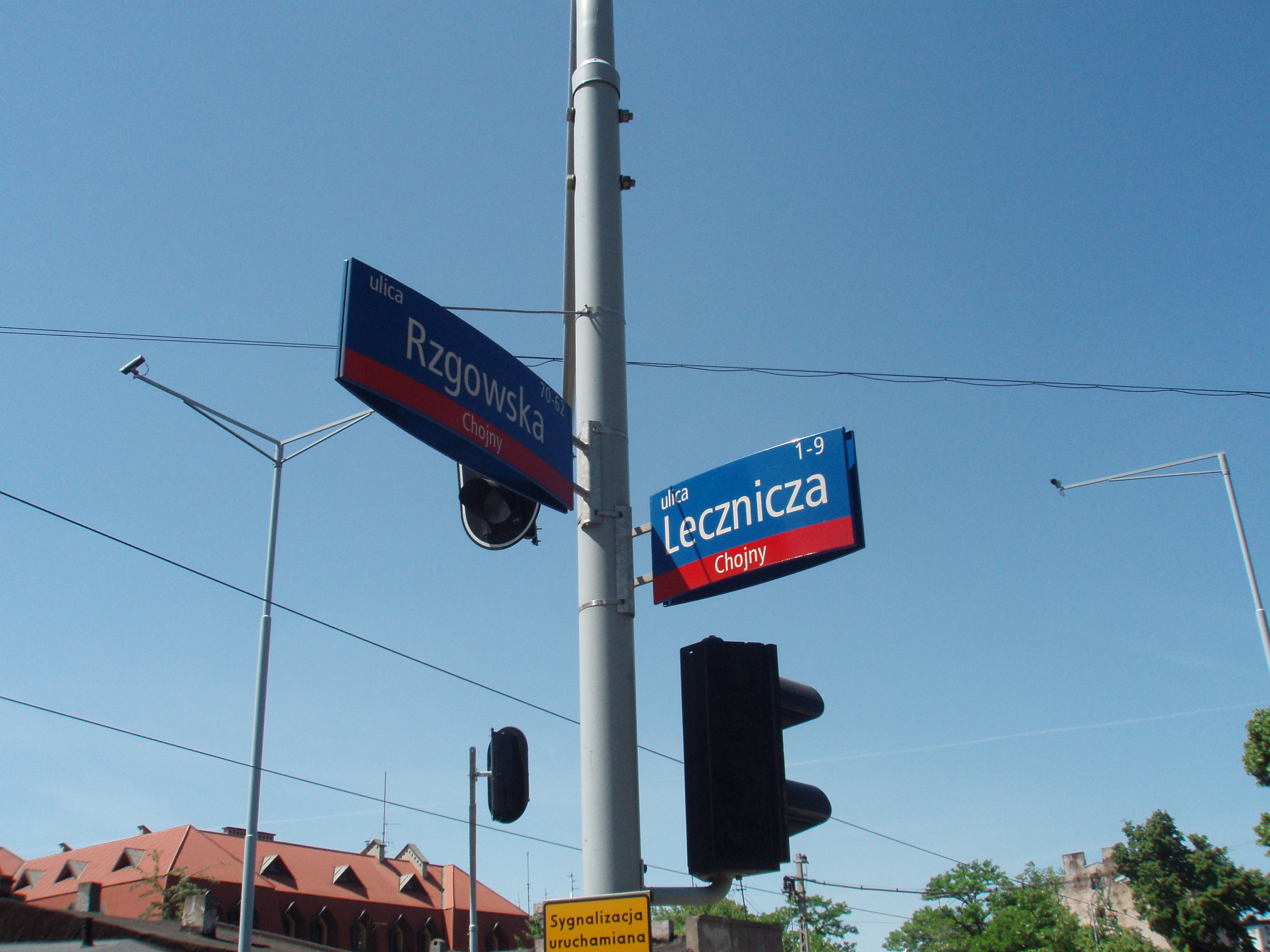
Współczesna tablica z nazwą ulicy przy skrzyżowaniu z ul. Rzgowską (czerwiec 2008)

| okres obowiązywania | nazwa           |
| ------------------- | --------------- |
| 1915                | ulica Mała (?)  |
| 1915                | ulica Zimna     |
| 1915–1918           | Kalte Straße    |
| 1918–1931           | ulica Zimna     |
| 1931–1940           | ulica Lecznicza |
| 1940                | Heilanstaltsweg |
| 1940–1945           | Annweilerweg    |
| od 1945             | ulica Lecznicza |

## Obiekty

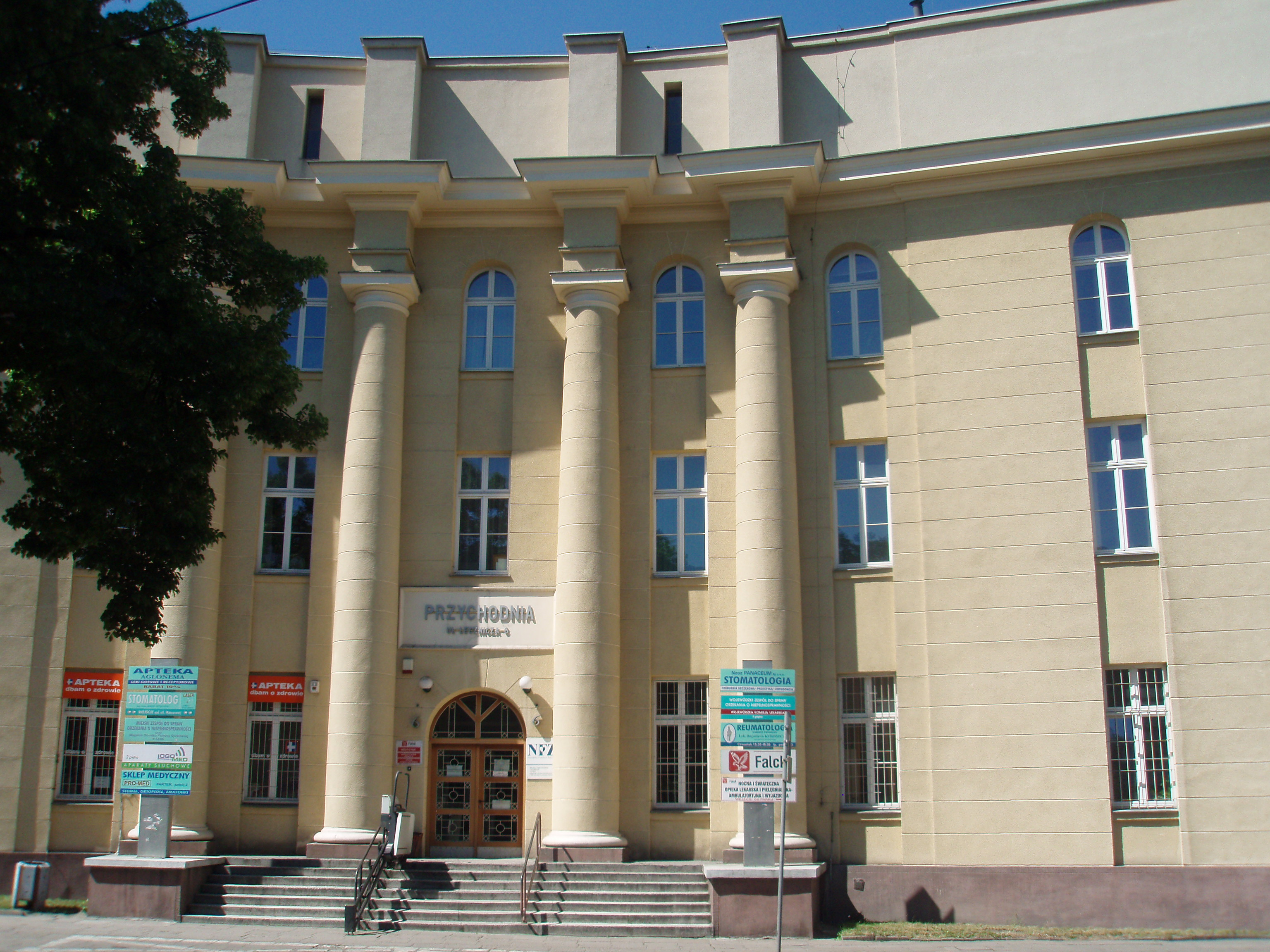
Gmach Przychodni Miejskiej „Lecznicza” (d. Przychodni Ubezpieczalni Społecznej) – wejście główne (czerwiec 2008)

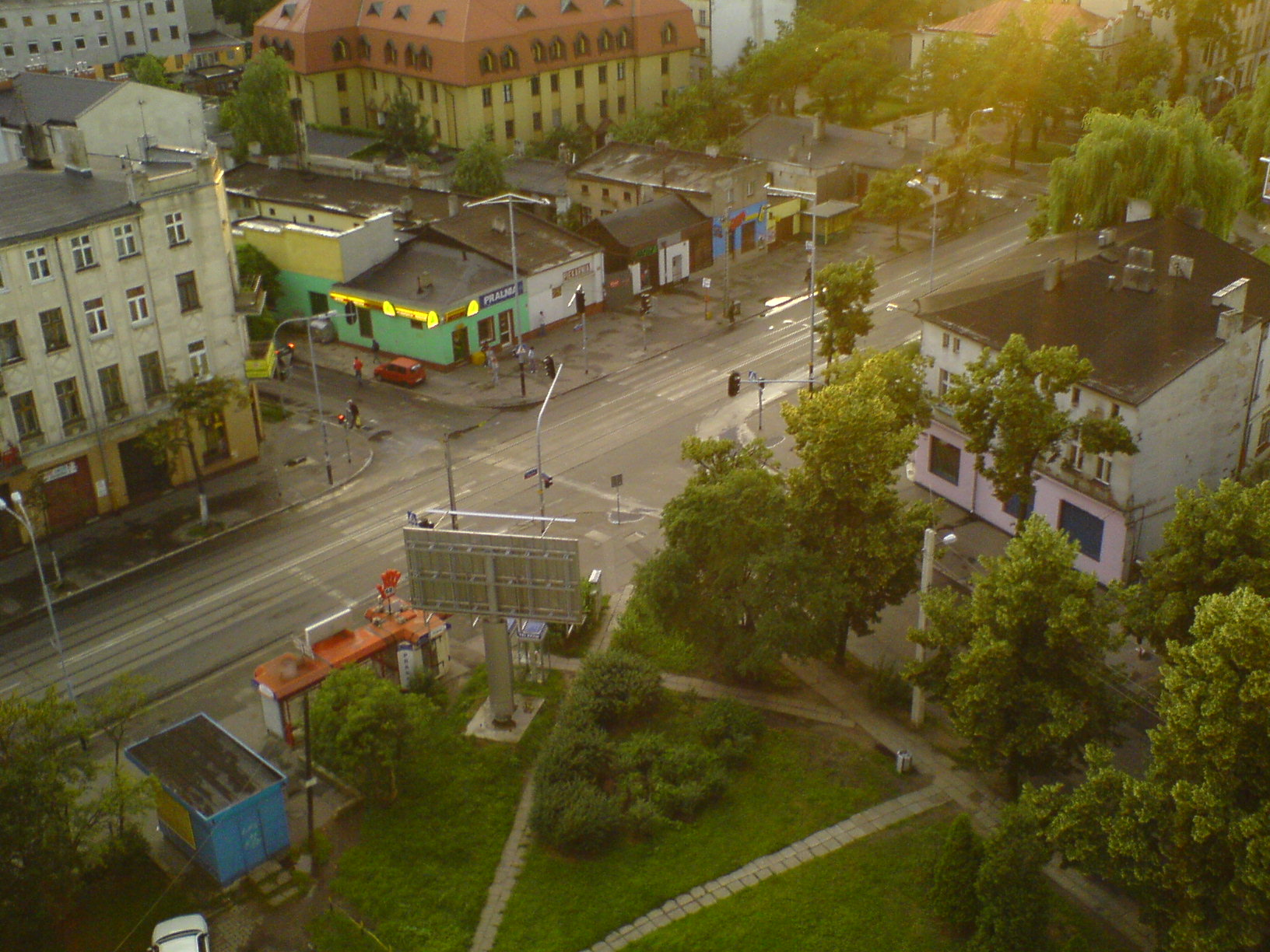
Skrzyżowanie ul. Rzgowskiej z ulicami Leczniczą – w prawej dolnej części zdjęcia – i Piaseczną (czerwiec 2007)

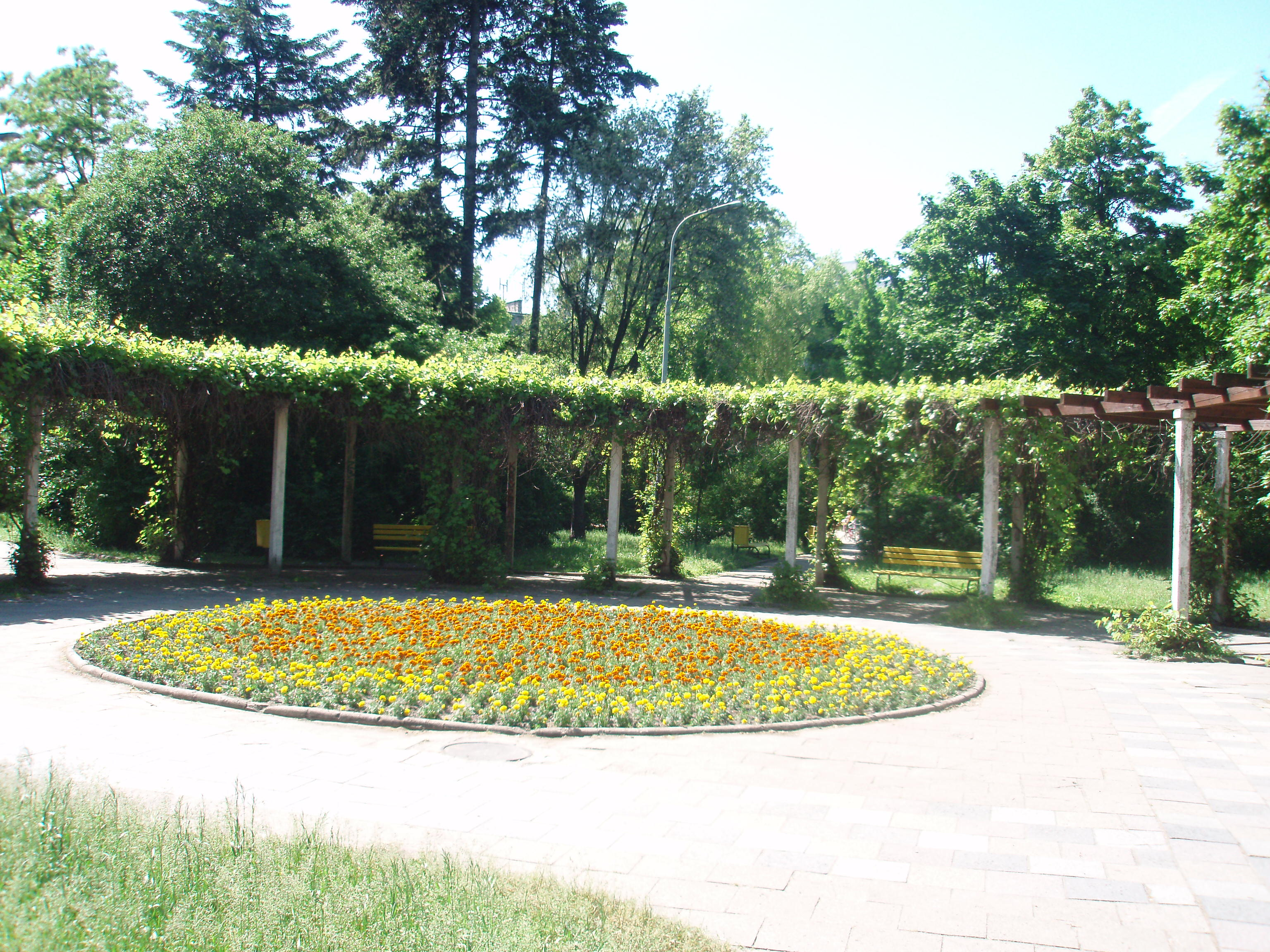
Park Miejski przy ul. Leczniczej – widok na pergolę w centrum parku (czerwiec 2008)

- nr 6 – modernistyczny gmach Przychodni Miejskiej „Lecznicza”, wzniesiony w latach 1927–30 według projektu warszawskiego architekta Stefana Kraskowskiego dla Przychodni Ubezpieczalni Społecznej w Łodzi (wpisany do rejestru zabytków)[17]. Przychodnia jest najstarszą i największą działającą nadal tego typu placówką w Łodzi[18]; we wrześniu 1939 roku kierowano do niej rannych w wyniku bombardowania miasta – utworzono tam (z pomocą harcerzy 3 Łódzkiej Drużyny Harcerskiej im. Romualda Traugutta, działającej przy I Państwowym Liceum i Gimnazjum im. M. Kopernika) wojskowy szpital polowy; później w gmachu funkcjonował szpital wojskowy dla jeńców wojennych[19][20]. Po wojnie, w latach 50., otwarto tam pierwsze dwie łódzkie poradnie onkologiczne (ginekologii onkologicznej i onkologii ogólnej)[21]. W budynku, który w latach 2001–03 przeszedł gruntowny remont, oprócz przychodni mieszczą się Zespół Opieki Zdrowotnej Łódź-Górna, NZOZ „Falck Medycyna” Region Łódzki i apteka „Aglonema”[18],
- nr 13 – budynek, w którym mieści się Klub Nauczyciela Związku Nauczycielstwa Polskiego,
- Park Miejski przy ul. Leczniczej – pierwszy park założony w Łodzi po II wojnie światowej, o powierzchni około 2 ha, według projektu K. Marcinkowskiego (na tyłach Przychodni Miejskiej „Lecznicza”)[22].

## Numeracja i kody pocztowe
- Numery parzyste: 2–6
- Numery nieparzyste: 1–17
- Kody pocztowe: 93-173 (cała)[23]

## Komunikacja
Ulica Lecznicza wraz z będącą jej przedłużeniem ulicą Podmiejską stanowią skrót łączący ulice gen. Jarosława Dąbrowskiego i Rzgowską. Ulicą Leczniczą nie przebiegają obecnie (ani nie przebiegały w przeszłości) żadne linie MPK Łódź i innych przewoźników.

## W pobliżu
- Kościół pw. Matki Bożej Anielskiej – ulicą Rzgowską na północny zachód (97 m)[b],
- Czerwony Rynek – ulicą Rzgowską na południowy wschód (100 m),
- „Arboretum” – budynek mieszkalny przy ul. Łukasińskiego 4, ukończony w kwietniu 2012 roku, po północnej stronie parku (212 m). W jego miejscu znajdowała się niegdyś fabryka Aleksandra Schichta, wybudowana niedługo przed I wojną światową. Wyróżniała ją piękna, secesyjna fasada z cegły, choć położenie tego typu obiektów w parkowej okolicy było nietypowe. Dwie zrekonstruowane ściany zostały wkomponowane w bryłę „Arboretum”[27],
- pomnik Ludziom Morza – na wprost wejścia do gmachu VI Liceum Ogólnokształcącego im. Joachima Lelewela przy ul. Podmiejskiej 21 (340 m), odsłonięty 22 marca 1984 roku[28]; w siedzibie liceum – Muzeum Morskie, otwarte 22 marca 1993 roku[29].